# Кріс Рігготт
Кристофер "Кріс "Марк Рігготт (англ. Chris Riggott, нар. 1 вересня 1980, Дербі, Англія) — англійський футболіст, що грав на позиції захисника.
Виступав за молодіжну збірну Англії.

## Клубна кар'єра
У дорослому футболі дебютував 1999 року виступами за команду клубу «Дербі Каунті», в якій провів чотири сезони, взявши участь у 91 матчі чемпіонату. Більшість часу, проведеного у складі «Дербі Каунті», був основним гравцем захисту команди.
Своєю грою за цю команду привернув увагу представників тренерського штабу клубу «Мідлсбро», до складу якого приєднався 2003 року. Відіграв за клуб з Мідлсбро наступні сім сезонів своєї ігрової кар'єри. 2008 року на правах оренди виступав за «Сток Сіті».
У сезоні 2010—2011 грав у валлійському клубі «Кардіфф Сіті». У 2011—2012 роках перебував у складі «Дербі Каунті», однак у матчах чемпіонату не зіграв.
Завершив професійну ігрову кар'єру у клубі «Бертон Альбіон», за команду якого виступав протягом 2012 року.

## Виступи за збірну
Протягом 2000—2001 років залучався до складу молодіжної збірної Англії. На молодіжному рівні зіграв у 9 офіційних матчах.

## Титули і досягнення
- Володар Кубка Футбольної ліги (1):

«Мідлсбро»: 2004